# 島崎健
島崎 健（しまざき たけし、1957年 - ）は、日本のアートディレクター、美術家。特定非営利活動法人美術保存修復センター横浜理事。凸版印刷の企画制作部門部長、凸版印刷関係会社の制作部門長などを歴任。

## 経歴
東京都生まれ。1981年多摩美術大学卒業、凸版印刷入社。トッパンアイデアセンター企画制作部門に所属し、アートディレクターとして企業活動・販促・広報関係の企画制作と、これらの実施・運営に従事。後年は、コーポレートコミュニケーション計画立案や関連コンサル業務、組織管理、人材育成に携わっている。企業カレンダーの企画制作において、1980年代から1990年代の作品が高く評価されている。この時期、日本画家の髙山辰雄、写真家の細江英公、グラフィックデザイナーの田中一光などと仕事をしており、幅広いジャンルのクリエイターから薫陶を受けたと語っている。2013年より数年間、青木絵画修復工房の青木享起に師事し、油画保存修復の基礎技術を習得。2014年と2015年、フィレンツェの絵画保存修復工房で行われた「油画保存修復技術研修」に参加している。

## 人物
多摩美術大学時代、助教授・草深幸司の講義から情報美学「マックス・ベンゼ」に興味を持ち、美学に傾倒する。同時に、1970年代当時試験的に始まっていたコンピュータを活用した創作表現、コンピュータアートを学び、自身もフォートランを用いた作品を制作していた。情報美学は、後年の思想や創作スタイルの原点となる。美術家としては、在学中からグループ展等で抽象的な平面作品を発表しており、金色や銀色を用いた独特のマチエール作品が多い。30代の時、イヴ・クラインの作品に影響を受け、その後「イノセント」「トランキライザー（精神安定剤）」をテーマにした絵画作品を発表している。西洋美術史や油絵の保存修復にも精通している。「アートは感応であり、感応から心理が見えてくる」が持論。趣味は、読書と剣道。
2006年から2007年まで東京大学大学院情報学環特別講師（担当：「東大凸版連携講座/印刷技術とデジタルアーカイブ」）、2007年から2009年まで東洋美術学校 講師（担当：「メディアにおけるグラフィック概論」）、2008年編集工学研究所Webエディティング講師、2010年から2014年まで日本印刷産業連合・全国カレンダー展実行委員。

## 主な賞歴
- 全国カレンダー展
- 毎日広告賞
- 現展
- 国際公募展：カンカク展＃２[1]
- 第14回国際公募展：躍動する現代作家展[2]